# Kevin Tent
Kevin Tent ist ein US-amerikanischer Filmeditor.

## Leben und Wirken
Nach einem abgebrochenen Studium des Broadcasting in New York ging Tent nach Los Angeles und begann Lehrfilme zu produzieren. Über Roger Corman kam er in den späten 1980er Jahren Kontakt zum Filmbusiness und überarbeitete in dessen Auftrag den Schnitt eines Filmes von Jim Wynorski. In den Folgejahren war Kent bis in die 1990er Jahre hinein an verschiedenen B-Filmen Cormans wie bspw. Frankenhooker beteiligt.
1990 gab Tent sein Debüt als Regisseur und war an der Inszenierung des Actionsfilms Ultra Warrior beteiligt. 1993 folgte seine bisher letzte Regiearbeit mit Blackbelt II.
Tent war bisher für den Schnitt aller Filme des Regisseurs Alexander Payne verantwortlich.
Für sein Mitwirken an dem Film The Descendants – Familie und andere Angelegenheiten war Tent 2012 für den Oscar nominiert. Im gleichen Jahr wurde er mit dem Eddie, verliehen von den American Cinema Editors, ausgezeichnet. 2024 erhielt er für The Holdovers ein zweites Mal eine Oscar-Nominierung.
Tent ist verheiratet und Vater eines Kindes.

## Filmografie (Auswahl)
- 1990: Frankenhooker
- 1992: Guncrazy
- 1996: Baby Business (Citizen Ruth)
- 1999: Election
- 1999: Durchgeknallt (Girl, Interrupted)
- 2001: Blow
- 2002: About Schmidt
- 2004: Anatomie einer Entführung (The Clearing)
- 2004: Sideways
- 2005: Das Schwiegermonster (Monster-in-Law)
- 2006: Die Chaoscamper (RV)
- 2007: Mr. Woodcock
- 2007: Der Goldene Kompass (The Golden Compass)
- 2009: The Goods – Schnelle Autos, schnelle Deals (The Goods: Live Hard, Sell Hard)
- 2010: Shanghai
- 2011: The Descendants – Familie und andere Angelegenheiten (The Descendants)
- 2013: Nebraska
- 2014: Willkommen bei Alice (Welcome to Me)
- 2015: Die Zeit der Frauen (Parched)
- 2017: Downsizing
- 2019: The Peanut Butter Falcon
- 2019: Otherhood
- 2019: Semper Fi
- 2023: The Holdovers
- 2024: Lonely Planet: Liebe in Marokko (Lonely Planet)